# Comuna Telciu, Bistrița-Năsăud
Telciu (în maghiară: Telcs, în germană: Teltsch) este o comună în județul Bistrița-Năsăud, Transilvania, România, formată din satele Bichigiu, Fiad, Telcișor și Telciu (reședința).
Comuna a fost reorganizată prin Ordonanța de Urgență Nr. 30 din 05 mai 2004, privind desprinderea satului Bichigiu de la comuna Coșbuc și trecerea lui în componența comunei Telciu, publicată în Monitorul Oficial Nr. 407 din 06 mai 2004.

## Demografie
Componența etnică a comunei Telciu
     Români (94,51%)
     Alte etnii (0,07%)
     Necunoscută (5,42%)
Componența confesională a comunei Telciu
     Ortodocși (89,25%)
     Penticostali (2,75%)
     Greco-catolici (2,16%)
     Alte religii (0,24%)
     Necunoscută (5,6%)
Conform recensământului efectuat în 2021, populația comunei Telciu se ridică la 5.498 de locuitori, în scădere față de recensământul anterior din 2011, când fuseseră înregistrați 5.798 de locuitori. Majoritatea locuitorilor sunt români (94,51%), iar pentru 5,42% nu se cunoaște apartenența etnică. Din punct de vedere confesional, majoritatea locuitorilor sunt ortodocși (89,25%), cu minorități de penticostali (2,75%) și greco-catolici (2,16%), iar pentru 5,6% nu se cunoaște apartenența confesională.

## Politică și administrație
Comuna Telciu este administrată de un primar și un consiliu local compus din 15 consilieri. Primarul, Sever Mureșan[*], de la Alianța Dreapta Unită, este în funcție din 2004. Începând cu alegerile locale din 2024, consiliul local are următoarea componență pe partide politice:
|  | Partid                          | Consilieri | Componența Consiliului | Componența Consiliului | Componența Consiliului | Componența Consiliului | Componența Consiliului |
|  | ------------------------------- | ---------- | ---------------------- | ---------------------- | ---------------------- | ---------------------- | ---------------------- |
|  | Alianța Dreapta Unită           | 5          |                        |                        |                        |                        |                        |
|  | Partidul Național Liberal       | 4          |                        |                        |                        |                        |                        |
|  | Alianța pentru Unirea Românilor | 3          |                        |                        |                        |                        |                        |
|  | Partidul Social Democrat        | 3          |                        |                        |                        |                        |                        |

## Atracții turistice
- Vechea biserica greco-catolica din satul Telciu
- Mănăstirea "Buscatu-Telcișor"
- Mănăstirea din satul Bichigiu
- Peștera "Izvorul Tăușoarelor"
- Rezervația naturală "Tăușoare-Zalion"
- Vărful Tomnatic" din Munții Rodnei
- Șaua Bătrânei", Munții Rodnei
- Monumentul Eroilor din Telciu

## Personalități născute aici
- Valeria Peter Predescu (1947 – 2009), interpretă de folclor;
- Traian Cihărean (n. 1969), halterofil.